# Antonio Bassolino
Antonio Bassolino (Afragola, Nápoles, Italia, 20 de marzo de 1947) es un político italiano. Actualmente es presidente de la Fondazione Sudd.

## Biografía
A los 17 años se unió a la Federación Juvenil Comunista Italiana (FGCI), la organización de los jóvenes del Partido Comunista Italiano (PCI). En 1970 se convirtió en concejal de la Región Campania y, el año siguiente, en secretario de la sección comunista de la ciudad de Avellino. Desde 1972, fue miembro del Comité Central del PCI y, en 1975, fue elegido secretario regional del Partido en Campania. En 1987, fue elegido a la Cámara de Diputados en el distrito electoral de Catanzaro. Durante la transición del Partido Comunista Italiano al Partido Democrático de la Izquierda (PDS), se adhirió al nuevo proyecto, desempeñando un papel mediador entre favorables y contrarios. En 1992, fue reelegido diputado  en el distrito electoral de Nápoles; el año siguiente, fue enviado a Nápoles para que reorganizara la local sección del PDS.
Ganó las elecciones municipales de Nápoles de 1993 con el 41,62% de los votos, derrotando a la candidata de derechas Alessandra Mussolini; Bassolino fue elegido alcalde de la ciudad encabezando una coalición de centroizquierda formada por el Partido Democrático de la Izquierda, el Partido de la Refundación Comunista, la Federación de los Verdes, Renacimiento Socialista, La Red y la lista Alternativa per Napoli. Su gestión en el gobierno de Nápoles se considera generalmente como un período de renacimiento civil, económico y social de la ciudad. En 1997, fue reelegido alcalde, alcanzando el 72,9% de los votos.
En octubre de 1998, el Primer Ministro Massimo D'Alema lo nombró ministro de Trabajo y Seguridad Social; sin embargo, tras el asesinato de su asesor Massimo D'Antona a manos de las Brigadas Rojas, Bassolino decidió abandonar su cargo y volver a Nápoles. En 2000, se postuló para presidente de la Región Campania, resultando elegido con el 54,3 % de los votos; en 2005, fue reelegido con el 61,6%.

## Distinciones honoríficas
- Gran Oficial de la Orden al Mérito de la República Italiana[13]
- Caballero de Gran Cruz de la Orden al Mérito de la República Italiana[14]
- Gran Cruz de la Orden del Mérito Civil (España)[15]